# Медикус, Герхард
Герхард Медикус (Gerhard Medicus), родился 12 июня 1950 в городе Зальцбурге, специалист по биологии поведения человека, эволюционно мыслящий психиатр. Живет и работает в Австрии.
[i]См., в частности, интервью доктора Г. Медикуса «Was hat der Sozialdarwinismus mit Charles Darwin zu tun?» (Naturwissenschaftliche Rundschau | 73. Jahrgang, Heft 11, 2020). Medicus G. 2020: Interview: Was hat der Sozialdarwinismus mit Charles Darwin zu tun? NR-Fragen: Klaus Rehfeld;Naturwissenschaftliche Rundschau 73: Heft 11 (November), 534-538.

## Жизнь и карьера
В 1969 г. Медикус сдал экзамен на аттестат зрелости в эстетико-педагогической реальной гимназии в Зальцбурге под руководством преподавателя биологии Эбергарта Штюбера.
В 1982 г. окончил Медицинский Университет в Инсбруке.
В 1983 г. стал научным сотрудником Руперта Риделя в Зоологическом Институте Венского Университета.
В 1985-1988 гг. прошел клиническое обучение специальности «Терапевт» в окружной больнице г. Инсбрука.
В 1989-1993 гг. работал в Психиатрической больнице Тироль-Холла в должности ассистента, обучающегося психиатрии и неврологии. Завершив учебу, Медикус работал психиатром в этой же больнице, где проработал с 1994-го до 2015 гг.
С 1988 г. сотрудничал с Отделением исследования человеческого поведения Института поведенческой физиологии Макса Планка в Andechs и Seewiesen близ Мюнхена. Исполнял обязанности внештатного сотрудника в различных научно-исследовательских проектах на Островах Trobriand (Папуа-Новая Гвинея), Eipo (в горной местности Irian Jaya в Индонезии), Maluku (Индонезия), Himbaland (Намибия), Вануату и Буркина-Фасо.
С 1990 у Медикус вместе с Маргарет Шлайдт (до 2010 г.) и Вульфом Шиффенхёвелем преподает этологию человека в Институте психологии Инсбрукского университета.

## Научные вклады
Результаты, полученные Медикусом, вошли в учебники и научные энциклопедии ; в частности, в раздел эволюции поведения позвоночных животных вошли результаты, полученные им относительно филогенетически корней познавательного поведения, поведения владения, поведенческой иерархии, личностных расстройств, гендерных различий, морали, сознания и т.д.  Ему удалось показать, что психомоторное развитие не следует биогенетическому правилу (теории рекапитуляции) , справедливому в отношении морфологического развития ребенка в период эмбриогенеза. По его мнению, «невозможно истолковать психологическое поведение, связанное с развитием, как рекапитуляцию известных филогенетических стадий развития, или, использовать биогенетическое правило для восстановления доныне неизвестные стадии филогении поведения».  Некоторые из его вкладов являются научным фундаментов психиатрии, другие связаны с эпистемологией междисциплинарности между науками о человеке и гуманитарными науками («науками о теле и о душе»).  Его ориентационная матрица междисциплинарности, имеющая вид «периодической системы наук о человеке», поясняет суть следующих 4-х классических вопросов этологии по Тинбергену :
1) …о причинной обусловленности (биопсихологических «механизмах») поведения,
2) …об онтогенезе способности к тому или иному поведению,
3) …об адаптивной ценности поведения (влиянии на способность особи выживать, особенно – на воспроизводство жизнеспособного потомства),
4) …о филогении поведения (о том, какие филогенетически более ранние формы жизни стали основанием особенностей поведения).
| Ориентационная матрица междисциплинарности[i] |                                             |              |              |              |
|                                               | 1. Причинная обуслов- ленность ("Механизм") | 2. Онтогенез | 3. Адаптация | 4. Филогения |
| a. Молекула                                   | -                                           | -            | -            | -            |
| b. Клетка                                     | -                                           | -            | -            | -            |
| c. Орган                                      | -                                           | -            | -            | -            |
| d. Индивид                                    | -                                           | -            | -            | -            |
| e. Семья                                      | -                                           | -            | -            | -            |
| f. Группа                                     | -                                           | -            | -            | -            |
| g. Общество                                   | -                                           | -            | -            | -            |

[i] Mapping Transdisciplinarity in Human Sciences. In: Janice W. Lee (Ed.) Focus on Gender Identity. New York, 2005, Nova Science Publishers, Inc.
Данная "периодическая таблица" вскрывает «пробелы» в нашем знании, и, аналогично тому, как периодическая система Менделеева позволяла предполагать существование ранее неизвестных элементов, данная матрица позволяет выдвигать реалистические гипотезы о неисследованных аспектах «слоев реальности». Медикус свел две ранее известные концептуальные системы - представление о ссылочных уровнях (молекулярном, клеточном, органном, индивидуальном и т.д.), развитое Н. Гартманом, и основные вопросы этологии по Тинберген - в наглядную табличную форму (см. табл. 1, 2 и 3 во втором английском и русском изданиях его книги «Быть человеком…»). По мнению Klaus Rehfeld[ii], ячейки ориентационной матрицы междисциплинарности, намеренно оставленные автором пустыми, как бы приглашают нас отправиться в исследовательское путешествие и прояснить гуманитарные измерения науки. В частности, на основе данной матрицы можно в графически ясной форме представить филогенетические корни человеческого познания (гл. 3 упомянутой выше книги Медикуса), поведения присвоения и владения (гл. 6, там же), гендерных различий и этики (см., например, гл.4 и гл.5, там же), что облегчает диалог с нейробиологами и нейрофизиологами. Матица позволяет прояснить и классифицировать ассоциации между разными естественными и социальными науками, помогая объединению их в общее «древо познания». Для общественных наук она играет роль базиса междисциплинарного сотрудничества, обучения и исследования.
Основные работы Медикуса, в том числе цитированный выше фундаментальный труд – книга «Being Human: Bridging the Gap between the Sciences of Body and Mind», представляют собой вклад в развитие теории Психологии и Психиатрии.
[ii] Klaus Rehfeld <<https://www.uibk.ac.at/psychologie/humanethologie/einfuehrung-in-die-humanethologie/dateien/natwirs-issn-0028-10501.pdf>>

## Взгляды на эволюцию психики и поведения человека
По мнению Шиффенхёвеля , Медикус продолжает европейскую этологическую традицию, заложенную Конрадом Лоренцем, Рупертом Риделем и Ирениусом Эйбл-Эйбесфельдтом, непосредственно восприняв их вклады в эволюционную биологию и историю мысли, и развивает эту традицию в области психологии и психиатрии. Симптомы, беспокоящие пациентов с психологическими проблемами, исследуются им в терминах человеческой этологии, эволюционной медицины и эволюционной психиатрии.
Свои взгляды на природу поведения человека Медикус обобщил в книге «Being Human: Bridging the Gap between the Sciences of Body and Mind»[i], изданной на немецком языке в 2012 г. Книга переиздавалась в 2013, 2015, 2017 и 2020 гг. (каждое последующее издание книги автор пересматривал и расширял), и была переведена и издана в расширенных версиях на английском языке в 2015 и 2017 гг., на русском – в 2020 г. При среднем объеме книга написана конспективным языком, содержит большой объем информации и выдержана в междисциплинарном ключе.[ii]
Медикус рассматривает поведенческие науки как область междисциплинарных исследований, ставящих перед эпистемологией следующие основные вопросы:
1.	Что делает человека человеком?
2.	Как сцеплены между собой человеческое тело и психика?
3.	Как науки о теле связаны с науками о психике?
4.	Каким образом эволюция оставила следы в теле и душе человека?
Согласно Медикусу, современные знания об эволюции – основа понимания происхождения человека и человеческого в нем. Эволюционный подход должен лежать в основе знаний о социальном поведении, морально-этических принципах, агрессии и подавлении агрессии, привязанностях, научения и интеллекта, политической деятельности и убеждений, а также поведенческих различий, сцепленных с полом. Тесное взаимопроникновение природного, культурного и психического начал со всей очевидностью наблюдается во всех сфер человеческого существования. Знания об их взаимопроникновении будут способствовать расширению области поведенческой свободы и ответственности человека и соответственно его психическому и нравственному здоровью.
В частности, Медикус считает, что сравнительные исследования позволяют выявить различия влияния культуры на результаты воспитания и выживание человеческих популяций: обнаружены большие культурные различия в частоте убийств, способности к сочувствию и готовности помогать, социальной прозрачности и взаимности, притязаниях элиты на власть и возможности контролировать власть со стороны граждан. Большую часть своей культурной истории человек жил в условиях палеолита. Культуры этого периода лучше сосуществовали с природой, чем неолитические и городские культуры. В палеолитических обществах было больше сторонников равноправия, чем в неолитических и полисных обществах, в них меньше убивали, в чем, возможно, проявилась способность человека лучше выживать благодаря развитию сельского хозяйства и животноводства. Основной вопрос для этологии - как нам удается управлять своей природной наследственностью в мире, измененном нами же? Нам помогает культура. Демократические государства лучше сохраняют палеолитический опыт людей в совместном выживании, чем диктатуры. Плюралистические демократические государства лучше преуспевают в усвоении индивидуальных и национальных потребностей в господстве, чем диктатуры, поощряющие жадность, не считающуюся с обратными связями природы человека с окружающим миром. Демократические государства менее подвержены войнам с другими государствами, гражданским войнам, этническим чисткам и геноциду, чем недемократические государства.
[i] .Вульф Шиффенхёвель. Предисловие к английскому изданию книги «Being Human: Bridging the Gap between the Sciences of Body and Mind» (2015, 2017). (см. русское издание книги: Медикус Г. Быть человеком: Преодоление разрыва между науками о теле и науками о душе. – М.: Издательский Дом ЯСК, 2020. – 244 с. ISBN 978-5-907290-02-0).
[ii] Плюснин Ю.М. Предуведомление русскому читателю. – Предисловие к русскому изданию книги: Медикус Г. Быть человеком: Преодоление разрыва между науками о теле и науками о душе. – М.: Издательский Дом ЯСК, 2020. – 244 с. ISBN 978-5-907290-02-0.

## Основные публикации
- 1985: Evolutionäre Psychologie. In: J. A. Ott, G. P. Wagner, F. M. Wuketits (Hrsg.), Evolution, Ordnung und Erkenntnis, Berlin: Paul Parey, S. 126–150.
- 1987: “Toward an Etho-Psychology: A Phylogenetic Tree of Behavioral Capabilities Proposed as a Common Basis for Communication between Current Theories in Psychology and Psychiatry.” In: J.R. Feierman (ed.), The Ethology of Psychiatric Populations; Ethology and Sociobiology, Vol. 8, No. 3S (Supplement): 131-150. New York: Elsevier (DOI: 10.1016/0162-3095(87)90025-2).
- Medicus G. & S. Hopf, 1990: “The Phylogeny of Male/Female Differences in Sexual Behavior.” In: J.R. Feierman (ed.), Pedophilia, Biosocial Dimensions; pp 122–149. New York: Springer (DOI: 10.1007/978-1-4613-9682-6_5).
- 1992: “The Inapplicability of the Biogenetic Rule to Behavioral Development.” Human Development, 35, Heft 1: pp 1–8 (DOI:10.1159/000277108).
- 1995: “Ethological Aspects of Aggression.” Evolution and Cognition, Vol. 1, No. 1, pp 54–63.
- 2005: “Mapping Transdisciplinarity in Human Sciences.” In: J.W. Lee (ed.), Focus on Gender Identity, pp 95–114. New York: Nova Science Publishers, Inc.
- 2010: “‘Zoon politikon:’ Biopsychological Aspects.” In: Brüne M., Salter F., und McGrew W.C. (eds.), Building Bridges between Anthropology, Medicine and Human Ethology – Tributes to W. Schiefenhövel. Bochum: European University Press
- 2012: Was uns Menschen verbindet. Humanethologische Angebote zur Verständigung zwischen Leib- und Seelenwissenschaften. Berlin: Verlag für Wissenschaft und Bildung, ISBN 978-3-86135-582-3. 2013: 2. Auflage. 2015: 3. Auflage. 2017: 4. korrigierte und erweiterte Auflage, ISBN 978-3-86135-586-1. 2020: 5. korrigierte und erweiterte Auflage. <http://www.vwb-verlag.com/Katalog/m616.html>
- 2015: Being Human - Bridging the Gap between the Sciences of Body and Mind. Berlin: Verlag für Wissenschaft und Bildung, ISBN 978-3-86135-584-7 (english edition). 2. Auflage 2017, ISBN 978-3-86135-587-8.
- 2020: БЫТЬ ЧЕЛОВЕКОМ - Преодоление разрыва между науками о теле и науками о душе, Москва: Издательская группа ЯСК, ISBN 978-5-907117-89-1

Рецензии Онлайн
- Gerhard Vollmer (2012, German), Philosoph, http://hpd.de/node/16656
- Feierman, Jay (2015). "A Human Ethologist's Perspective on Human Nature" (PDF). Human Ethology Bulletin. 30 (3): 13–15.
- Alonso, Luis (2015). "La condición humana" (PDF). Mente y Cerebro (in Spanish). 74.
- "New Books. Being Human: Bridging the Gap between the Sciences of Body and Mind Hardcover – 2015 by Gerhard Medicus" (PDF). Evolutionary Psychiatry (EPSiG) Newsletter (10). April 2018.

Внешние связи
- http://www.vwb-verlag.com/Katalog/m584.html
- https://www.uibk.ac.at/psychologie/humanethologie/
- http://www.zpid.de/psychauthors/index.php?wahl=forschung&uwahl=psychauthors&uuwahl=p07232GM
- http://www.daffg.de/index.php?title=Medicus:GerhardMedicus_(*1950)